# Лопатинский, Ян Доминик
Ян Доминик Лопатинский (пол. Jan Dominik Łopaciński; 9 мая 1708, Лопатино, Мстиславское воеводство — 11 января 1778, Янаполе) — польско-литовский религиозный деятель, епископ жемайтийский (Самогитский) в 1762—1778 годах, секретарь великий духовный Великого княжества Литовского с 1755 года.

## Биография

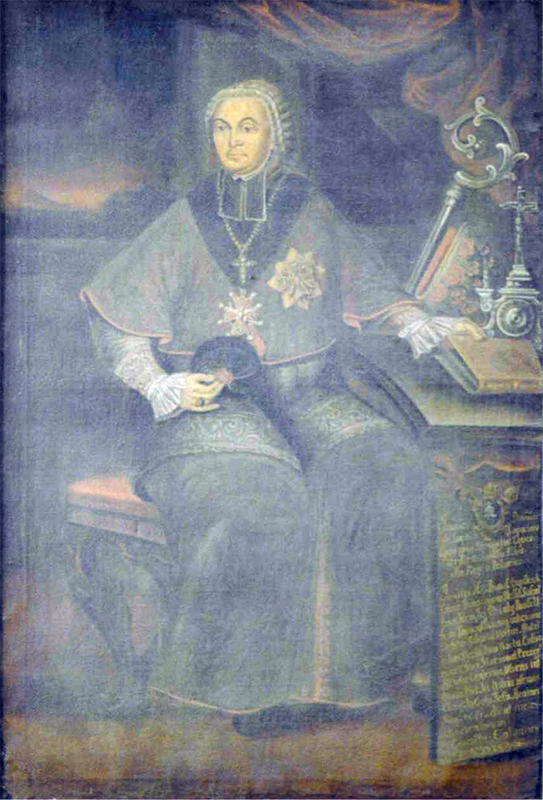
Портрет епископа из базилики Явления Девы Марии в Жемайтийской Кальварии, XVIII век.

Шляхтич герба Любич. Брат Николая Тадеуша и Игнатия Лопатинских, дядя епископа Юзефа Леона Лопатинского.
Окончил духовную семинарию в Варшаве, 8 мая 1732 года был там же рукоположен во священники. Являлся приходским священников в Кроже и в Оникштах.
В 1733 году представлял Виленский капитул на Варшавском сейме. Как сторонник аристократической семьи Сапег, Лопатинский поддержал кандидатуру короля Станислава Лещинского. Во время войны за польское наследство, будучи капелланом короля, он был с ним рядом в Данциге и Кёнигсберге. В 1736 году Лопатинский признал королём Польши Августа III. В 1740 году уехал за границу со своим братом Игнатием, в свите епископа Юзефа Сапеги. После возвращения в Польшу, стал капелланом Михаила Юзефа Массальского.
23 июня 1753 года Лопатинский стал доктором обоих прав Виленского университета. В 1755 году избран секретарём великим духовным Великого княжества Литовского, хотя против этого возражали Радзивиллы.
Являлся приходским священником в Шилуве, где в 1760 году начал строительство костёла. Ныне Базилика Пресвятой Девы Марии в Шилуве, построенный Лопатинским на месте чудесного явления Девы Марии, имеет статус малой базилики.
13 августа 1761 года Лопатинский награжден орденом Белого орла. 19 апреля 1762 года он был хиротонисан во епископа Жемайтским (Самогитского). В 1764 году поддержал избрание королём Станислава Августа Понятовского. Епископ Лопатинский сочувствовал Барским конфедератам, но пообещал королю, что не присоединится к Конфедерации. В 1771 году, под угрозой ареста русскими, он укрылся в Восточной Пруссии, откуда позже вернулся и снова занял свой пост.
Епископ Лопатинский был хорошим церковным администратором своей епархии, старался поднять уровень образования духовенства. Он построил множество церквей и епископских резиденций, а также духовную семинарию в Ворнах. Папский нунций (посол) Анджело Мария Дурини считал, что из семнадцати католических епископов, в то время занимавших кафедры в Польше, только пять, и в том числе Лопатинский, были действительно достойны этого звания.